# パヴィヨン・ド・ブルトゥイユ
座標: 北緯48度49分45.55秒 東経2度13分12.64秒 / 北緯48.8293194度 東経2.2201778度

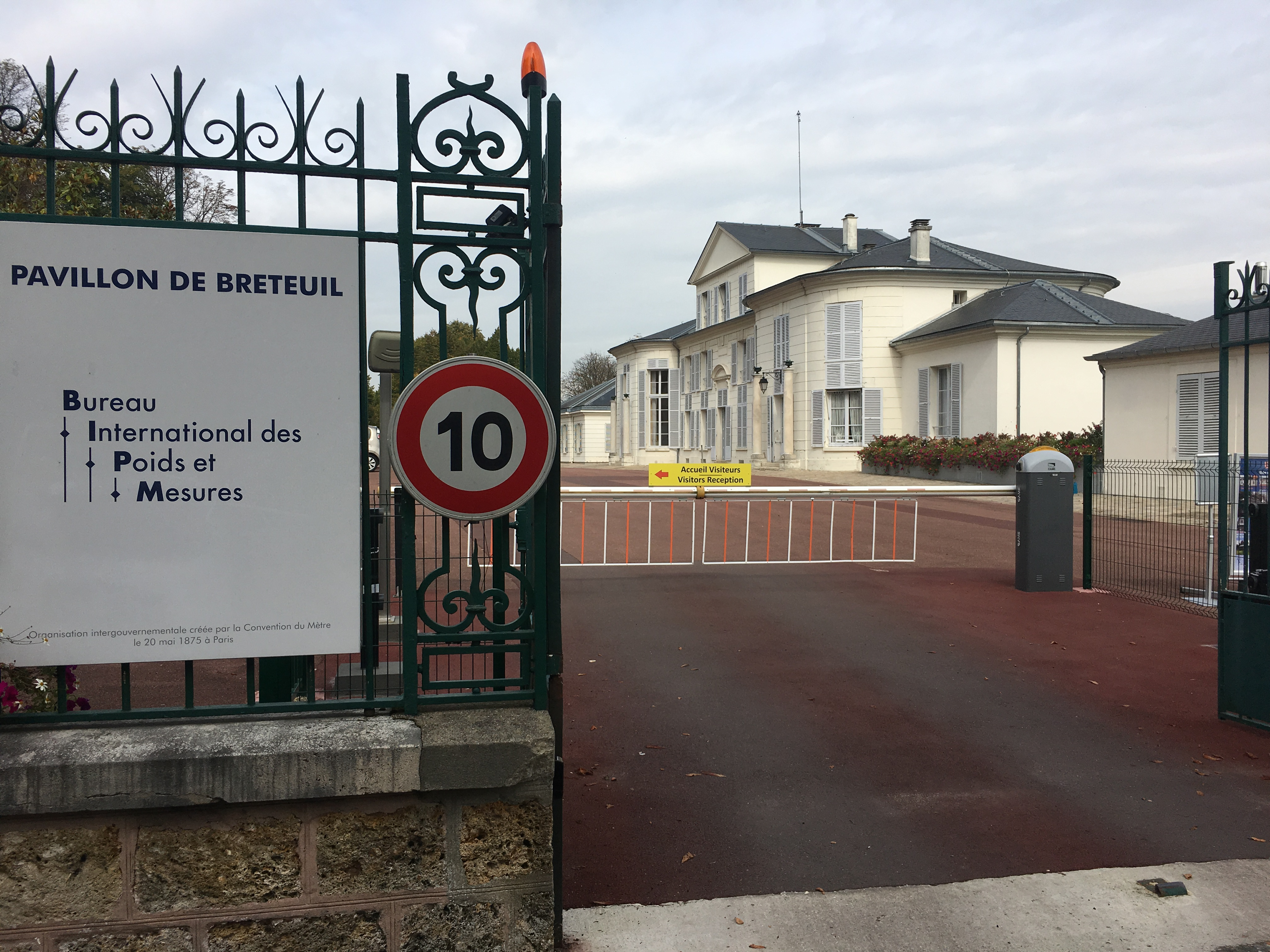
パヴィヨン・ド・ブルトゥイユ、国際度量衡局の本部（2017年撮影）

パヴィヨン・ド・ブルトゥイユ（フランス語: Pavillon de Breteuil、ブルトゥイユ離宮）は、フランス・パリ近郊のオー＝ド＝セーヌ県サン＝クルーにある建物である。1875年から国際度量衡局(BIPM)が使用している。

## 歴史
この建物の起源は、建築家トマ・ゴベールによって建てられた、サン＝クルー城（1870年に取り壊され現存しない）のトリアノン（城に付属する建物）にまで遡る。建物は1672年にルイ14世によって建てられた。しかし、1674年の版画によれば、その時点でまだ非対称の建物は完成していなかった。建物は1680年代初頭に完成し、以降、休日の離宮として使用されていた。それは、現存するテラスと、1673年に"Grand Parterre"の中心にアンドレ・ル・ノートルによって作られたヴィーナスの泉（現存しない）への急な斜面を見下ろしていた。

### Pavillon du Mail
オルレアン公フィリップ2世の摂政下でトリアノンは庵（エルミタージュ）に改装され、その息子のルイ・ド・ブルボン＝オルレアン（1703-1752）によってPavillon du Mailと名付けられた。1743年、彼は息子のルイ・フィリップ1世（1725-1785）とルイーズ・アンリエット・ド・ブルボン＝コンティの結婚の際に建物を改装した。1785年、ルイーズ・アンリエットの甥のブルトゥイユ男爵ルイ・オーギュスト・ル・トノリエ・ド・ブルトゥイユは、サン＝クルーの土地と建物を王家から買い受けた。それ以降、この建物はパヴィヨン・ド・ブルトゥイユと呼ばれるようになった。

### Le pavillon d'Italie
フランス革命中の1793年に、パヴィヨン・ド・ブルトゥイユは国有財産として没収された。1802年にブルトゥイユ男爵が亡命から帰国したとき、パヴィヨン・ド・ブルトゥイユを取り戻そうとしたが、成功しなかった。1799年に軍によって占領され、建物は深刻な損傷を受けていた。ナポレオン・ボナパルトはサン＝クルーを気に入り、建物を元通りに改装した。今日の建物の外観はこのときのものである。ナポレオンの帝政の下では、この建物はLe pavillon d'Italie（イタリアのパヴィヨン）と呼ばれていた。
1807年に彼はヴェストファーレン王ジェローム・ボナパルトとその妻のカタリーナ・フォン・ヴュルテンベルクを、1810年にはナポリ王妃カロリーヌ・ボナパルトを、1811年にはホラント王ルイ・ボナパルトとその息子のルイ＝ナポレオン（後のナポレオン3世）を招いた。
1814年、建物はアルトワ伯爵（後のフランス王シャルル10世）の命により建築家ルペールによって改装された。建物はプロイセン軍によって大きく損傷を受けていた。修復工事は1818年に始まったが、建物の所有者はたびたび変わった。1848年の7月王政の崩壊後、パヴィヨン・ド・ブルトゥイユは公共事業省に割り当てられた。1849年から1853年まで、夏の間マチルド・ボナパルトがこの建物を借りていた。

### 国際度量衡局
1870年のフランス第二帝政崩壊の数ヶ月前、ナポレオン3世はパヴィヨン・ド・ブルトゥイユに天体物理観測所を設置することに同意した。建物はパリ攻城戦の間にひどく損傷を受けた。1875年11月27日の法律により、メートル条約によって設立された国際度量衡局にフランス政府がこの土地と建物を優遇して提供した。1884年に建物が修復され、1929年に敷地が拡大された。
1969年4月25日に国際度量衡委員会(CIPM)とフランス政府との間で締結された協定により、パヴィヨン・ド・ブルトゥイユは治外法権ではないが、部分的に免除を受けている。